# Калининское сельское поселение (Ремонтненский район)
Калининское сельское поселение — сельское поселение в Ремонтненском районе Ростовской области.
Административный центр – село Большое Ремонтное.

## География
Калининское сельское поселение расположено в юго-восточной  части  Ростовской области (на востоке Ремонтненского района).  
Калининское сельское  поселение граничит: 
- на севере и западе – с Ремонтненским сельским поселением;
- на юго-западе – с Первомайским сельским поселением;
- на юге, юго-востоке и востоке  – с Республикой Калмыкия.

Площадь сельского поселения составляет 279,36 км².  Территория муниципального образования относится к континентальному климатическому району, характеризующемуся недостаточным увлажнением. Преобладающими ветрами являются ветры восточного направления. Отмечаются суховеи и пыльные бури. Большая часть территории муниципального образования занята маломощными чернозёмами и почвами каштанового типа. Имеются территории покрытые солонцами и солончаками. В растительном покрове преобладают ковыль и типчак, а также белая полынь, ромашечник. По балкам имеются заросли кустарника – шиповник и терн.  Так как территория района расположена в зоне полупустынь и типчако-злаковой степи, то преобладающим типом растительности ковыльно-типчаково-полынная. На солонцах преобладают белополынные и прутняковые растительные группировки.
Грунтовые воды большей частью залегают глубоко и по своему характеру весьма различны – от пресных до сильноминерализованных. Глубина залегания колеблется от 1,5 до 13-18 м. Четвертичные покровные суглинки содержат грунтовые воды, которые залегают на небольшой глубине и эксплуатируются шахтными колодцами. Грунтовые воды малодебитны и большей частью имеют повышенную минерализацию.

## История
Название сельского поселения восходит к названию села Калинино, располагавшемуся к востоку от села Большое Ремонтное.

## Состав поселения
| № | Населённый пункт  | Тип населённого пункта       | Население |
| - | ----------------- | ---------------------------- | --------- |
| 1 | Богородское       | село                         | 682       |
| 2 | Большое Ремонтное | село, административный центр | 733       |

## Население
| 2010  | 2012  | 2013  | 2014  | 2015  | 2016  | 2017  | 2018  | 2019  |
| ----- | ----- | ----- | ----- | ----- | ----- | ----- | ----- | ----- |
| 1415  | ↘1380 | ↘1359 | ↘1300 | ↘1292 | ↘1253 | ↘1221 | ↗1252 | ↘1247 |
| 2020  | 2021  |       |       |       |       |       |       |       |
| ↘1209 | ↘1165 |       |       |       |       |       |       |       |